# فرودگاه سنت ویکتور د بیوک
فرودگاه سنت ویکتور د بیوک (به انگلیسی: Saint-Victor-de-Beauce Aerodrome) یک فرودگاه خصوصی است که یک باند فرود چمن دارد و طول باند آن ۶۱۰ متر است. این فرودگاه در شهر سنت ویکتور، کبک کشور کانادا قرار دارد و در ارتفاع ۳۳۵ متری از سطح دریا واقع شده است.